# Lille Litauen
Lille Litauen (litauisk: Mažoji Lietuva, tysk: Kleinlitauen, polsk: Litwa Mniejsza, russisk: Máлая Литвá eller preussisk Litauen litauisk: Prūsų Lietuva, tysk: Preußisch-Lithuania, polsk: Litwa Pruska) er en af de fem historiske landsdele i Litauen, det tidligere Østpreussen og Preussen, hvor de preussiske litauere (litauisk: Lietuvininkai) boede. Lille Litauen var den nordligste del af denne provins, og fik navnet på grund af områdets litauisktalende befolkningsflertal.
Forud for den Tyske Ordens invasion i 1200-tallet var Lille Litauen beboet af de baltiske stammer Skalvere og Nadruvere. Under Ordenens angreb og krigene med Litauen flygtede de oprindelige befolkningsgrupper. Kampene mellem den Tyske Orden og Litauen-Polen afsluttedes med Melno traktaten 17. september 1422 og området blev genhuset af hjemvendende flygtninge, litauiske tilflyttere og oprindelige Vestbaltere. Begrebet Lille Litauen blev første gang anvendt mellem 1517 og 1526. Området var, med undtagelse af Klaipeda-regionen, der blev mandatområde under Folkeforbundet i 1920 ved Versailles-traktaten og blev knyttet til Litauen i 1923, en del af Preussen indtil 1945, hvor de tysk/preussiske indbyggere i stort tal fulgte Nazi-tysklands opfordring til at forlade området. Herefter blev Lille Litauen en del af Kaliningrad oblast i Rusland, og kun en lille del af Lille Litauen ligger nu inden for grænserne af det moderne Litauen og Polen.
Lille Litauen har ydet vigtige bidrag til litauiske kultur. Lille Litauens skriftsprog kom til at danne "skelet" for moderne litauisk. Den litauiske forfatter, digter og præst, Kristijonas Donelaitis (1714 – 1780), etnisk litauisk lutheraner, levede i Lille Litauen og skrev det først klassiske litauisk digt, "Årstiderne" (litauisk: Metai), som er et af de vigtigste litauiske poetiske værker.